# Phil McColeman
Phil McColeman (né le 15 mars 1954), est un homme politique canadien en Ontario. Il représente la circonscription fédérale ontarienne de Brant et ensuite Brantford—Brant à titre de député conservateur de 2008 à 2021.

## Biographie
Né à Brantford en Ontario, McColeman opère une entreprise de construction durant 24 ans et occupe le poste de président de la Brantford Homebuilders’ Association. 
Tentant une entrée en politique en 2006, il est défait par le libéral Lloyd St. Amand. Élu en 2008, il est réélu en 2011, 2015 et en 2019. Le 8 janvier 2021, il annonce ne pas se représenter en 2021.